# Peder Skram (1908)
«Педер Скрам» був датським броненосцем берегової оборони, який спочатку називався «броньований корабель берегової оборони», з 1912 року просто «корабель берегової оборони», з 1922 року як «військовий корабель» і, нарешті, з 1932 року як «артилерійський корабель».

## Конструкція
Один з трьох кораблів типу «Герлуф Тролле», завдяки якому ВМС нарешті отримали серію однорідних броньованих кораблів, яку прагнули роками. Порівняно з старшим на п'ять років однотипним кораблем «Олферт Фішер», були внесені лише незначні зміни, і три кораблі були настільки схожі, що ВМС намалювали кільця на трубах броненосців, щоб розрізняти їх.

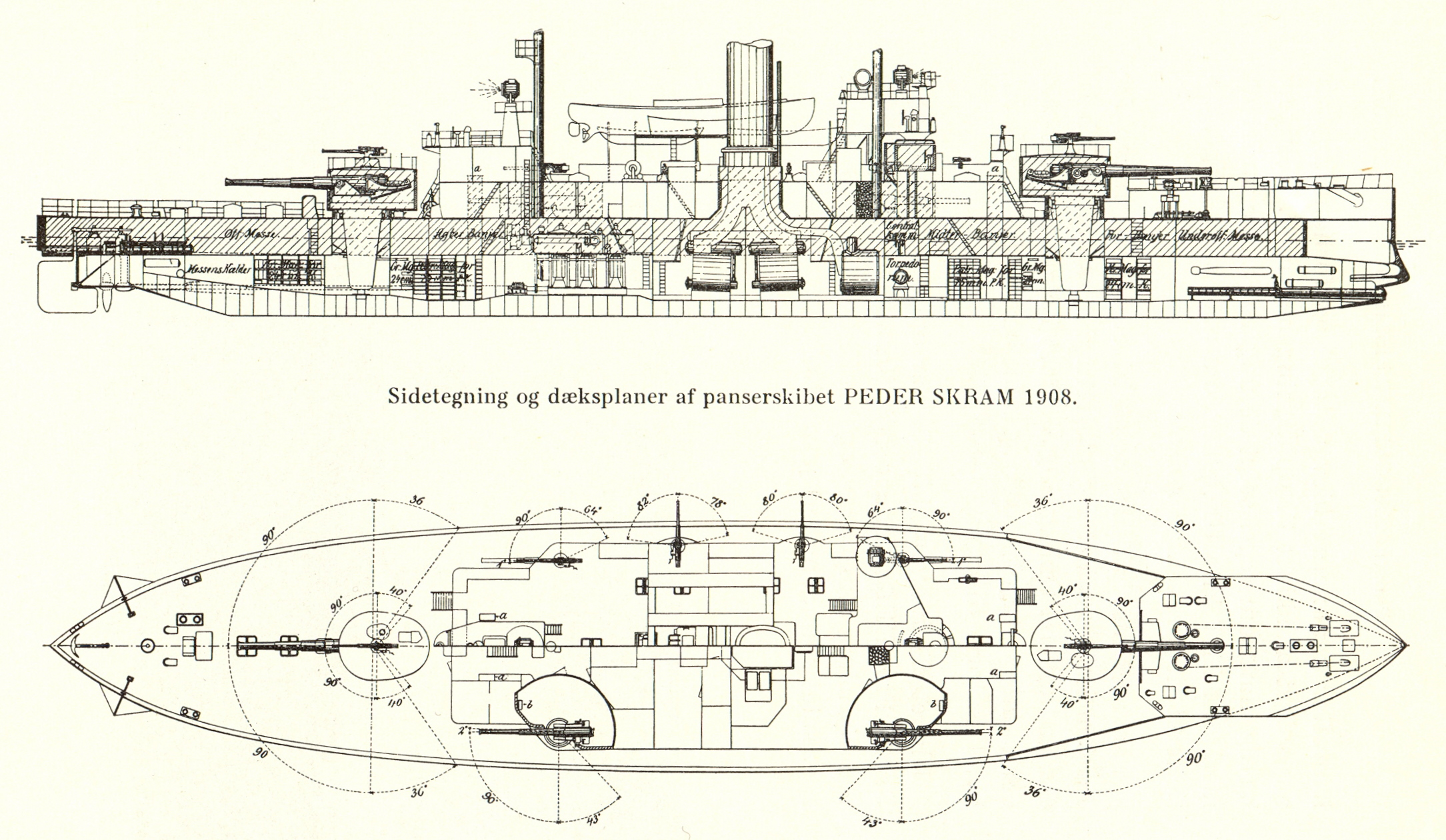
На плані показані важкі гарматні башти в носовій і кормовій частині. Є каюти для унтер-офіцерів на носі, приміщення (житлові і спальні) для матросів як на носі, так і на кормі, а також каюти для офіцерів на кормі.

## Історія служби
«Педер Скрам» був спущений на воду на Копенгагенській корабельні 2 травня 1908 року (заводський номер 99) і увійшов у стрій 1909 році. У 1912 році корабель брав участь у супроводі тіла короля Фредеріка VIII, який помер у Німеччині, з Травемюнде. У перші роки корабель мав активну кар'єру у ВМС і брав участь як у літніх, так і в зимових походах.
Під час Першої світової війни «Педер Скрам» разом із двома своїми кораблями-побратимами та «Сколь» сформували кістяк сил безпеки, які охороняли датські мінні поля та захищали нейтралітет Данії. Великі підрозділи військово-морського флоту по черзі служили в 1-й ескадрильї в Ересунді та 2-й ескадрильї в Великому Бельті. У міжвоєнний період «Педер Скрам» виходив у море лише кілька разів. Флот, очевидно, хотів заощадити на своєму найновіщому броненосцеві. Завдяки цьому «Педер Скрам» зміг розвивати 15,9 вузлів у 1939 році, тобто ту саму швидкість, що й під час доставки 30 років тому.
Це був єдиний корабель відповідного типу, що залишився у строю на початку Другої світової війни в 1939 році. 9 квітня 1940 року він був у Фредеріксхавні і не вступав у бій. 29 серпня 1943 року «Педер Скрам» стояв на Холмені під Щогловим краном, і о 4:35 кінгстони були відкриті в рамках затоплення флоту аби він не дістався нацистам. Трохи пізніше 5 години корабель осів на дно правим бортом. Фотографії затонулого «Педера Скрама» та щоглового крана, мабуть, є найвідомішою ілюстрацією затоплення данського флоту.
Солона вода знищила механізми корабля, але німці змогли підняти затонуле судно та відбуксирували його до Німеччини, де воно служило навчальним артилерійським кораблем. Тут його затопили незадовго до закінчення війни. Після війни «Педер Скрам» відбуксирували додому на військово-морську базу Холмен у 1945 році, де він зназодився, поки його не розібрали в 1949 році. Під час демонтажу сильноброньовану бойову рубку у було демонтовано та встановлено на станції Технічного університету Данії  для використання під час дослідження радіоактивних речовин.